# Центральний банк Чорногорії
Центральний банк Чорногорії (чорн. Centralna Banka Crne Gore, або CBCG) — центральний банк держави Чорногорія. Хоча Чорногорія не випускає власну валюту після того, як вона в односторонньому порядку прийняла євро у 2002 році, заявлена місія центрального банку полягає у створенні та підтримці надійної банківської системи та грошово-кредитної політики.
Центральний банк Чорногорії був створений парламентом Чорногорії в листопаді 2000 року, коли країна була частиною політичного союзу Союзної Республіки Югославія. Зі своїм створенням Республіка Чорногорія отримала незалежний орган, відповідальний за грошово-кредитну політику, створення та підтримку надійної банківської системи та ефективного функціонування платіжної системи.
Чорногорська грошова система була євроізована 1999 року, коли німецьку марку було прийнято як законний платіжний засіб разом із югославським динаром. Відтоді Чорногорія не випускала власної валюти, оскільки 2002 року в односторонньому порядку прийняла євро.
Центральний банк Чорногорії не бере участі в Європейській системі центральних банків або в засіданнях ЄЦБ. Однак він відстежує політику ЄЦБ, що робить останній де-факто центральним банком Чорногорії в економічних і монетарних цілях. Однією з головних проголошених цілей Центрального банку Чорногорії є вступ країни до єврозони. Чорногорія не випускає і не друкує монети або банкноти євро, а імпортує їх з інших країн, що входять до Єврозони.

## Керівники
Станом на 15 грудня 2023 року головою Центрального банку Чорногорії є Ірена Радович. Посада голови була створена після здобуття Чорногорією незалежності у 2006 році. Особа, яка обіймає цю посаду, затверджується голосуванням у парламенті.
- Любіша Кргович, березень 2001 — листопад 2010[3][4]
- Радоє Жугіч, листопад 2010 — грудень 2012[5]
- Міложица Дакіч, січень 2013 — жовтень 2016[6]
- Радоє Жугіч, жовтень 2016 — грудень 2023[7]
- Ірена Радович, грудень 2023 – дотепер[2]

## Історія
Центральний банк Чорногорії є вищою установою грошово-кредитної системи Чорногорії.
Він був створений відповідно до Закону про Центральний банк у листопаді 2000 року і розпочав свою роботу 15 березня 2001 року, що робить його одним з наймолодших центральних банків у світі.
Конституція Чорногорії визначає Банк як «незалежну організацію, відповідальну за грошово-кредитну та фінансову стабільність і функціонування банківської системи». Виконуючи обов'язки, покладені на нього Конституцією, Банк, серед іншого, здійснює нагляд за банківською системою; виконує і контролює міжбанківські платіжні операції в країні та за кордоном; діє як фіскальний агент, банкір і державний радник, а також проводить регулярний макроекономічний аналіз, надаючи рекомендації Уряду щодо економічної політики.
Чорногорська економіка є доларизованою (єврофікованою), оскільки з кінця березня 2002 року грошова система Чорногорії базується на євро як офіційному платіжному засобі. Чорногорія прийняла режим доларизації 2 листопада 1999 року, коли було запроваджено дворівневу систему з німецькою маркою та динаром. З січня 2001 року єдиним платіжним засобом була німецька марка до запровадження євро в березні 2002 року. Однією зі стратегічних цілей ЦБМ є приєднання до Євросистеми, яка офіційно стане частиною Чорногорії.

## Місія

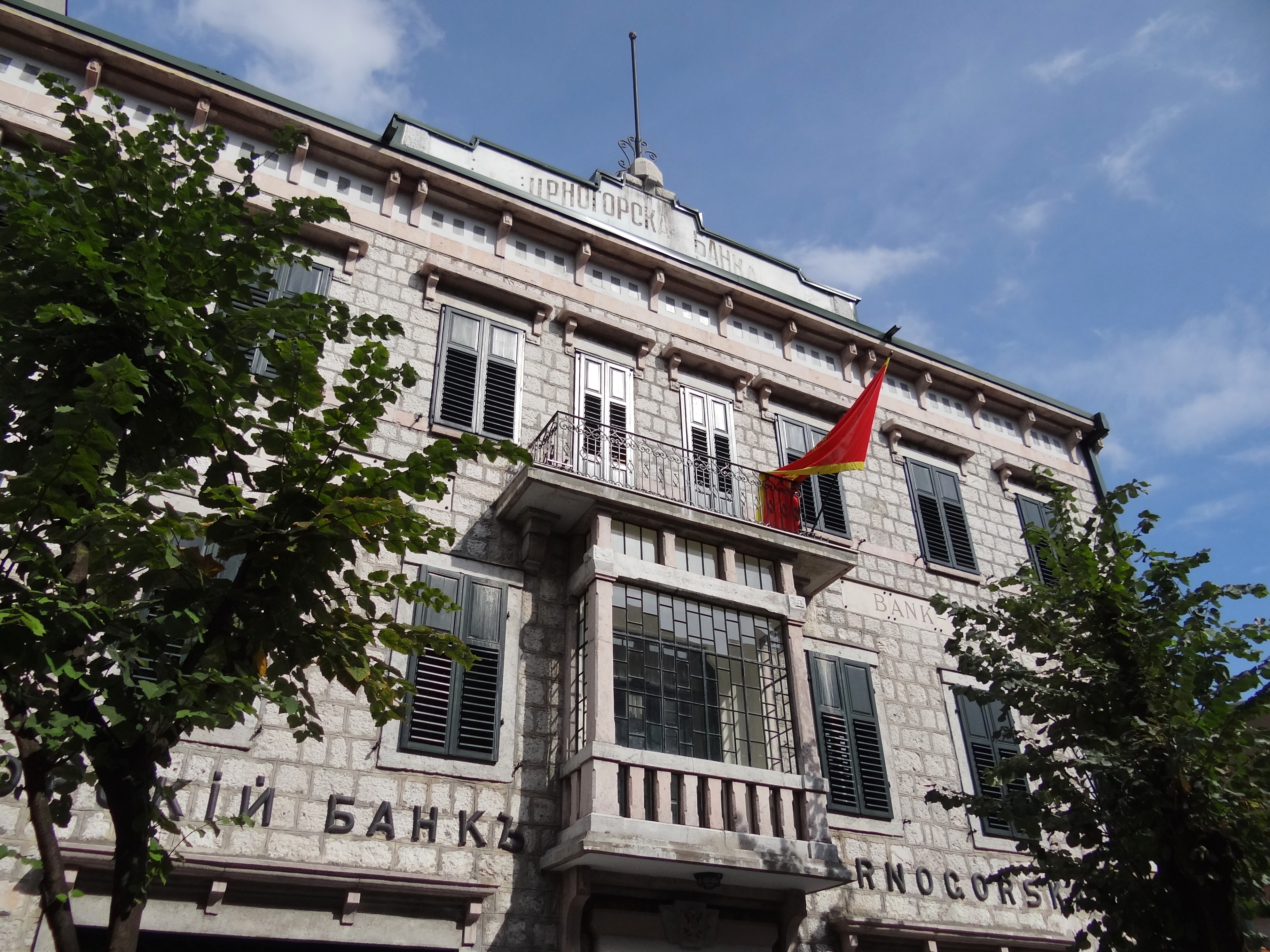
Стара штаб-квартира Банку Чорногорії в Цетинє.

ЦБМ не є банком-емітентом і має такі повноваження та обов'язки щодо виконання своїх функцій, визначених законодавством:
- Видавати та відкликати ліцензії банкам і фінансовим установам, регулювати та контролювати їх діяльність, здійснювати процедури банкрутства та ліквідації банків і фінансових установ на території республіки.
- Надавати кредити зі своїх резервів ліцензованим банкам республіки на умовах, визначених законом.
- Визначати та здійснювати заходи, а також регулювати й контролювати платіжну систему, розрахунки та міжбанківський кліринг в республіці.
- Здійснювати та наглядати за внутрішньою та міжнародною платіжною системою.
- Виконувати функції банкіра, радника та фіскального агента органів влади та управління республіки.
- Купувати та продавати валюту і дорогоцінні метали від свого імені або від імені республіки.
- Купувати та продавати цінні папери на вторинному ринку, випущені республікою, державами-членами Європейського Союзу або іншими державами, визначеними в постанові Центрального банку.
- Проводити регулярний макроекономічний аналіз, включаючи монетарний, фіскальний, фінансовий і платіжний баланс економіки республіки, і давати рекомендації в галузі економічної політики для республіки.
- Готувати та брати участь у підготовці законів та інших нормативно-правових актів у сфері грошово-кредитної, валютної та банківської системи відповідно до міжнародних стандартів, у тому числі визначення резервів для різних видів депозитів.
- Надавати банківські послуги на користь іноземних урядів, іноземних центральних банків, а також міжнародних організацій та інших міжнародних установ, членами яких є Центральний банк республіки.
- Приймати вклади в банках, державних установах і організаціях.
- Створювати та вести рахунки для потреб державних органів та організацій, вітчизняних та іноземних банків, міжнародних фінансових установ та донорських організацій.
- Установити порядок ведення дилерами та банками валютних операцій, встановити ліміти валютних позицій дилерів та банків та здійснювати їх контроль.
- Може бути власником і керувати однією або декількома платіжними системами, зокрема однією системою валових платежів у режимі реального часу.
- Може керувати системою нетто-платежів у режимі реального часу.
- Забезпечення банкнот і монет у кількості, необхідній для задоволення потреб фінансових операцій.
- Виконання інших операцій, визначених цим та іншими законами.